# Menyhárt Ernő
Menyhárt Ernő (Budapest, 1952. október 21. –) labdarúgó, hátvéd.

## Pályafutása
1968-ban került Pénzügyőr utánpótlásába. 1970-ben leigazolta a Vasas, de az első csapatban csak egy MNK-mérkőzésen jutott játéklehetőséghez. 1972 nyarán az Egri Dózsa játékosa lett. 1973–1974-ben a Bp. Építőknél játszott. 1974 nyarán csatlakozott a Bp. Honvédhoz. Az élvonalban 1975. február 22-én mutatkozott be a Békéscsaba ellen, ahol csapata 2–0-s győzelmet aratott. Ez az egy mérkőzéssel tagja volt a bajnoki ezüstérmes csapatnak. Ezt követően játszott a Kossuth KFSE-ben, a Rába ETO, a Debreceni MVSC és Diósgyőri VTK csapataiban. 1985 és 1987 között ismét a Rába ETO együttesében szerepelt és tagja volt az 1985–86-os idényben bajnoki bronzérmes csapatnak. Az élvonalban összesen 179 mérkőzésen szerepelt és egy gólt szerzett. 1987-ben a Soproni SE labdarúgója lett. 1988 decemberében egy gépkocsibalesetben eltörte a lábát.
1993-ban könnyű testi sértés miatt börtönbüntetésre ítélték. 1994-ben fél évig a Soproni LC szakosztályvezetője lett.

## Sikerei, díjai
- Magyar bajnokság
  - 2.: 1974–75
  - 3.: 1985–86